# Мариам Мирзахани
Мариам Мирзахани (на персийски: مریم میرزاخانی; на английски: Maryam Mirzakhani) е иранска математичка и професор по математика в Станфордския университет.
На 13 август 2014 година Мирзахани става първата жена носителка на най-престижната награда в областта на математиката – връчвания на през четири години Филдсов медал. С това тя става и първият представител на Иран, носител на наградата. Комитетът по определяне на Филдсовите медалисти посочва като причина за награждаването на Мирзахани трудовете ѝ в областта на „динамиката и геометрията на римановите многообразия и техните параметрични пространства“.
Областите на научните ѝ интереси включват теорията на Тайхмюлер, хиперболична геометрия, ергодична теория и симплектична геометрия.

## Биография
Мариам Мирзахани е родена през 1977 година в Техеран, Иран. Посещава девическата гимназия „Фарзанеган“, която функционира към иранската Национална организация за развиване на изключителни таланти.
През 1994 година, Мирзахани печели златен медал на Международната математическа олимпиада, с което става първата иранска девойка с това постижение. На олимпиадата през 1995 година, тя печели два златни медала, като става и първият в историята на състезанието участник, завършил с пълен брой точки.
През 1999 година Мирзахани завършва бакалавърска степен по математика в техеранския Технологичен университет „Шариф“. Заминава за САЩ, за да следва докторантура в Харвардския университет (2004), където неин научен ръководител е Филдсовият медалист за 1998 година Къртис Макмълън. През 2004 година тя е и гост-изследовател в Математическия институт „Клей“ и е професор в Принстънския университет.

## Научни изследвания
Мирзахани има няколко приноса към теорията за параметричните пространства на римановите многообразия. В ранните си трудове, тя открива формула, изразяваща обема на параметрично пространство от даден род като полином по броя на граничните елементи. Това я навежда на ново доказателство за формулата на Едуард Уитън и Максим Концевич, както и на асимптотична формула за нарастването на броя на затворените геодезични върху компактна хиперболична повърхност, обобщавайки Теоремата за трите геодезични в случая на сферични повърхнини. В следващите си работи, Мирзахани се фокусира върху проблема за Тайхмюлеровата динамика на параметричното пространство и в частност хипотезата на Търстън.
Заедно с Алекс Ескин и Амир Мохамади, Мирзахани доказва, че комплексните геодезични и техните затваряния в параметричното пространство са изненадващо правилни, вместо неправилни или фрактални. Затварянията на комплексните геодезични са алгебрични обекти, дефинирани в термините на полиноми, и следователно имат определени ригидни свойства, което е аналогично на резултат, достигнат от Марина Ратнер през 1990-те. Международният математически съюз в свое прессъобщение по този повод през 2014 година обявява: „Впечатляващо е откритието, че ригидността на хомогенните пространства отеква и в нехомогенния свят на параметричните пространства.“
През 2014 година Мариам Мирзахани е удостоена с Филдсов медал за своите „изключителни приноси към динамиката и геометрията на Римановите многообразия и техните параметрични пространства.“ Наградата, която през 2014 година получават и Артур Авила, Манджул Бхаргава и Мартин Хейрер, е връчена в Сеул на 13 август по време на Международния конгрес на математиците. Поздравителен адрес до Мирзахани изпраща президентът на Иран Хасан Рухани.

## Личен живот
Мариам Мирзахани е омъжена за чешкия учен в областта на теоретичната информатика и служител на IBM Ян Вондрак. Двамата имат една дъщеря на име Анахита.
През 2013 година е диагностицирана с рак на гърдата. Умира на 15 юли 2017.

## Награди и отличия
- 2016 – Награда на Националната академия на науките на САЩ[26]
- 2015 – Избрана за член на Американското философско общество[27]
- 2015 – Чуждестранен асоцииран член на Френската академия на науките[28]
- 2014 – Филдсов медал[29][30]
- 2014 – Пленарен доклад на Международния конгрес на математиците
- 2014 – Изследователска награда „Клей“[31]
- 2013 – Награда „Рут Литъл Катър“ на Американското математическо общество за изключителни приноси към математиката от жени-математички [32]
- 2010 – Доклад по покана на Международния конгрес на математиците[33]
- 2009 – Награда „Блументал“ на Американското математическо общество[32]
- 2004 – Гост-изследовател на Математическия институт „Клей“[34]
- 2003 – Почетно членство за заслуги към Харвардския университет[9]
- 2003 – Младежка стипендия на Харвардския университет[9]